# Jean Sourisse
Pour les articles homonymes, voir Sourisse.
 (octobre 2014).
Si vous disposez d'ouvrages ou d'articles de référence ou si vous connaissez des sites web de qualité traitant du thème abordé ici, merci de compléter l'article en donnant les références utiles à sa vérifiabilité et en les liant à la section « Notes et références ».
Jean Sourisse, né en 1940 à Rabat au Maroc, est un chef de chœur français. Il a successivement fondé et dirigé l'ensemble vocal Audite Nova, le Chœur de l’Orchestre Colonne, l'Ensemble Vocal Jean Sourisse, et le Chœur d'Oratorio de Paris.

## Biographie
Quoique s’étant intéressé très tôt au domaine de la voix - il était lui-même chanteur - c’est par des études d’organiste que Jean Sourisse commence son apprentissage musical. Ce n’est qu’au terme d’une formation professionnelle accomplie dans ce domaine qu’il décide de se consacrer pleinement au chant et à sa pédagogie.
Il s’initie alors à la direction de chœur auprès des plus grands : Philippe Caillard, César Geoffray, puis se perfectionne auprès de Michel Corboz, Eric Ericson et Frieder Bernius.
Il a en outre effectué toute sa carrière dans l'Education Nationale, en tant que professeur de musique d'abord au lycée Descartes d'Antony puis au lycée Jean-Baptiste-Say à Paris, et en parallèle en tant que chargé de cours à l’Université Paris IV Sorbonne. Il a en outre préparé à l’épreuve de direction de chœur les candidats à l’agrégation d’éducation musicale et professeur d'art musical. Parallèlement à sa carrière d'enseignant, Jean Sourisse entreprend à partir de 1968 un brillant parcours de fondateur et directeur d’ensembles vocaux qui reçurent chacun en leur temps nombre de distinctions.
C’est d’abord l’ensemble vocal Audite Nova récompensé par neuf prix internationaux et un Prix spécial du jury d’Arezzo. Puis c’est le Chœur de l’Orchestre Colonne, créé en 1981 à la demande de Marcel Landowski, avec lequel Jean Sourisse monta pendant sept ans les grands ouvrages choro-symphoniques du XVIIIe siècle à nos jours. De 1989 à 2019, il poursuit ce travail à la tête des 90 chanteurs du Chœur d'Oratorio de Paris et de l’Ensemble Vocal qui porte son nom, lequel a obtenu en 1998 une mention d’excellence aux Rencontres Chorales Internationales de Montreux (Suisse).

## Distinctions
- 1998 : Mention d’excellence lors des 34e Rencontres Chorales Internationales de Montreux (Suisse).
- 1990 : Concours International d’Arezzo (Italie) : 1er prix (voix mixtes), 1er prix (voix égales femmes), prix spécial attribué à Jean Sourisse pour la meilleure exécution de la musique de la Renaissance.
- 1989 : 2e prix (chœurs mixtes) du Concours International de Spittal (Autriche).
- 1984 : Grand prix du Forum Régional des Chœurs d’Île-de-France.
- 1977 : 2e prix du Concours International de Chant Choral de Tours.
- 1973 : 1er prix du concours international « let the people sing » organisé par la BBC (Londres).
- 1973 : 2e prix du Concours International de Chant Choral de Tours et prix spécial Francis Poulenc.